# 6797 Östersund
6797 Östersund este un asteroid din centura principală de asteroizi.

## Descriere
6797 Östersund este un asteroid din centura principală de asteroizi. A fost descoperit pe 21 martie 1993 la Observatorul La Silla în cadrul programului UESAC. Asteroidul prezintă o orbită caracterizată de o semiaxă mare de 2,92 ua, o excentricitate de 0,07 și o înclinație de 1,1° în raport cu ecliptica.